# 卧罗河
卧罗河位于中国内蒙古自治区东北部，是嫩江水系奎勒河右岸的一条支流，发源于鄂伦春自治旗南部宜里农场七连以上山区，蜿蜒向东南流至莫力达瓦达斡尔族自治旗塔温敖宝镇卧罗河村（原卧罗河乡）后转东流，成为鄂伦春旗和莫力达瓦旗之间的界河，东流至塔温敖宝镇龙河村后转北流，于鄂伦春旗宜里镇马鞍山村与莫力达瓦旗奎勒河镇兴北村之间汇入奎勒河。卧罗河全长99.9千米，流域面积1249.42平方千米，年均径流量2.58亿立方米。卧罗河下游河谷开阔，土地平坦，多沼泽湿地，土质肥沃，为农业种植区域。